# Bugs in Love
Bugs in Love (Brasil: Insetos Apaixonados ) é um curta-metragem de animação lançado em 1932, como parte da série Silly Symphonies, foi a última animação a ser lançada em preto e branco. Foi dirigido por Burt Gillett e produzido por Walt Disney. Antes do lançamento do curta-metragem, foi lançado algumas tirinhas, pela Disney, com o personagem Bucky Bug.